# Campionati europei di windsurf 2018
I Campionati europei di windsurf 2018 sono stati la 13ª edizione della competizione. Si sono svolti a Sopot, in Polonia, dal 19 al 25 aprile 2018.

## Medagliere
| Pos.   | Nazione     | Oro | Argento | Bronzo | Totale |
| ------ | ----------- | --- | ------- | ------ | ------ |
| 1      | Italia      | 1   | 0       | 0      | 1      |
| 1      | Polonia     | 1   | 0       | 0      | 1      |
| 3      | Israele     | 0   | 1       | 1      | 2      |
| 4      | Russia      | 0   | 1       | 0      | 1      |
| 5      | Regno Unito | 0   | 0       | 1      | 1      |
| Totale | Totale      | 2   | 2       | 2      | 6      |

## Podi
| Evento    | Oro                   | Argento            | Bronzo        |
| Maschile  | Mattia Camboni        | Yoav Omer          | Shahar Zubari |
| Femminile | Zofia Noceti-Klepacka | Stefaniya Elfutina | Emma Wilson   |